# Evans Kangwa
Evans Kangwa (ur. 21 czerwca 1994) – zambijski piłkarz grający na pozycji napastnika. Od 2018 jest zawodnikiem Arsienału Tuła.

## Kariera klubowa
Karierę piłkarską Kangwa rozpoczął w klubie Nkana FC z miasta Kitwe. W 2010 roku zadebiutował w jego barwach w zambijskiej Premier League. W 2013 roku wywalczył mistrzostwo Zambii. W 2014 został wypożyczony do klubu Hapoel Ra’ananna grającego w Ligat ha’Al. W 2016 przeszedł do Gaziantepsporu. W Süper Lig zadebiutował 21 sierpnia 2016 w przegranym 0:2 meczu z Gençlerbirliği SK. W Gaziantepsporze spędził sezon 2016/2017.
Następnie odszedł do rosyjskiego Arsienału Tuła.

## Kariera reprezentacyjna
W reprezentacji Zambii Kangwa zadebiutował w 2011 roku. W 2012 roku został powołany do kadry na Puchar Narodów Afryki 2012, a w 2015 na Puchar Narodów Afryki 2015.